# Głogoczów
Głogoczów is een plaats in het Poolse district Myślenicki, woiwodschap Klein-Polen. De plaats maakt deel uit van de gemeente Myślenice en telt 2800 inwoners.

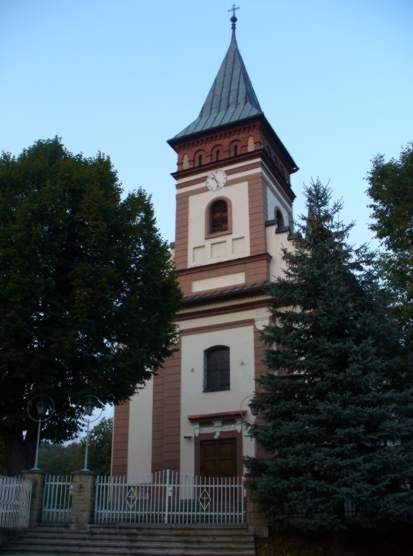
Głogoczów